# 한국생물공학회
한국생물공학회는 사회 일반의 이익에 공여하기 위하여 생물공학에 관한 학문과 기술의 발전 및 보급에 기여하고 과학과 기술의 진흥에 이바지함을 목적으로 1984년 설립 허가된 대한민국 과학기술정보통신부 소관의 사단법인이다. 사무실은 06735 서울특별시 서초구 강남대로39길 5, 서초동두산위브 제 2층 201호에 있다.
한국생물공학회 소식지(BT NEWS), 한국생물공학회 영문지(Biotechnology and Bioprocess Engineering, BBE), 한국생물공학회 국문지(KSBB Journal)라는 학술지를 정기적으로 발간하고 있다.

## 주요 사업
- 생물공학 분야의 발전을 위한 연구 협력
- 생물공학의 실용화를 촉진시키기 위한 산학 협동
- 학술연구 및 개발 용역사업 수행
- 학술연구 발표회, 강연회, 연수회 등 학술활동의 개최
- 국·영문 학술지,소식지,학술회의 Proceedings 및 학술도서의 발간
- 생물공학 발전을 위한 정책 건의
- 기타 국제 교류 등 본 학회의 목적 달성을 위한 제반 활동

## 발행물

### BT NEWS
BT NEWS는 한국생물공학회 소식지이다. 3,000부가 발간되어 관공서 및 대학교, 도서관에 배포되고 있다. 연 2회 발간한다.

### BBE
Biotechnology and Bioprocess Engineering(BBE)는 한국생물공학회 영문 학회지로, 1997년에 창간호가 발간되었으며 2003년 SCI-E 등재되었고, 년간 6회 발간되고 있다. 

#### KSBB Journal
KSBB Journal은 한국생물공학회 국문 학회지로, 1987년 한국생물공학회지로 창간호가 발간되었으며 2009년 KSBB Journal로 명칭을 변경하여 계속 발간 되고 있다.